# Hans von Amberg
Hans von Amberg (* vor 1470, wohl in Amberg; † um 1509) war ein deutscher Steinmetz. Wahrscheinlich ist er identisch mit Hans Krafuß.
Seit 1470 ist Hans von Amberg nachweisbar, er war Parlier (Obergeselle) des Meisters Klaus von Feldkirch beim Bau des Sakramenthauses in Chur. Dort war er möglicherweise 1494–1500 am Neubau von St. Regula tätig, da er sich 1491 mit B. Belgeri um die Nachfolge von S. Klein bewarb.
Ab 1489 wurde er von Friedrich dem Weisen mit mehreren Arbeiten beauftragt. Er fertigte unter anderem drei Statuen (Bilder) und eine Tafel für die Kirche zu unserer lieben Frau in Torgau. Er hatte 1492 als Bildschnitzer die geschnitzte Stube im Wittenberger Schloss auszuschmücken. Hierfür erhielt er 1493 auch eine Zahlung für einen Tisch und zwei Kasten (Truhen). Er ließ von 1493 bis 1495 Leipziger Fachleute, es handelte sich um drei Gesellen, von denen er zwei für ein Jahr und den dritten für zwei Jahre beschäftigte, die Arbeiten ausführen und kam nur hin und wieder, um die den Fortschritt zu begutachten oder seine Gesellen anzuleiten. Albrecht Dürer soll diese Figuren ausgemalt haben. Im Siebenjährigen Krieg sind diese Kunstwerke durch einen Brand des Schlosses zerstört worden.